# Pidite
Nella mitologia greca, Pidite è un guerriero asiatico ricordato da Omero al libro VI dell'Iliade.

## Il mito

### Origini e morte
Pidite proveniva da una località minore della Troade, Percote, dominata da Asio, figlio di Irtaco e di Arisbe (la moglie ripudiata di Priamo). Faceva parte di un vasto contingente militare che Asio aveva schierato nella guerra di Troia a favore degli assediati. Nell'aperta mischia descritta da Omero nel libro VI dell'Iliade, Pidite venne ferito a morte da Odisseo con un colpo di lancia.